# Who Do We Think We Are
Who Do We Think We Are este al șaptelea album de studio al trupei engleze de rock Deep Purple. A fost înregistrat în Roma și Frankfurt cu ajutorul studioului mobil al celor de la The Rolling Stones. A fost ultimul album Deep Purple în cea de-a doua componență până la Perfect Strangers (1984).

## Lista pieselor
1. "Woman from Tokyo" (5:48)
2. "Mary Long" (4:23)
3. "Super Trouper" (2:54)
4. "Smooth Dancer" (4:08)
5. "Rat Bat Blue" (5:23)
6. "Place in Line" (6:29)
7. "Our Lady" (5:12)

- Toate cântecele au fost scrise de Ritchie Blackmore, Ian Gillan, Roger Glover, Jon Lord și Ian Paice.

## Single-uri
- "Woman from Tokyo" (1973)

## Componență
- Ritchie Blackmore - chitară, chitară bas
- Ian Gillan - voce, muzicuță
- Roger Glover - chitară bas
- Jon Lord - claviaturi
- Ian Paice - baterie